# Едсон (Вісконсин)
Едсон (англ. Edson) — місто (англ. town) в США, в окрузі Чиппева штату Вісконсин. Населення — 1141 особа (2020).

## Демографія
Згідно з переписом 2010 року, у місті мешкало 1089 осіб у 376 домогосподарствах у складі 285 родин. Було 404 помешкання
Расовий склад населення:
| - 98,4 % — білих - 0,4 % — корінних американців - 0,1 % — чорних або афроамериканців - 0,1 % — азіатів |

До двох чи більше рас належало 0,5 %. Частка іспаномовних становила 1,5 % від усіх жителів.
За віковим діапазоном населення розподілялося таким чином: 32,8 % — особи молодші 18 років, 56,5 % — особи у віці 18—64 років, 10,7 % — особи у віці 65 років та старші. Медіана віку мешканця становила 34,4 року. На 100 осіб жіночої статі у місті припадало 120,0 чоловіків;  на 100 жінок у віці від 18 років та старших — 118,5 чоловіків також старших 18 років.
Середній дохід на одне домашнє господарство  становив 61 442 долари США (медіана — 51 719), а середній дохід на одну сім'ю — 68 788 доларів (медіана — 62 375). Медіана доходів становила 42 014 долари для чоловіків та 31 705 доларів для жінок. За межею бідності перебувало 19,1 % осіб, у тому числі 24,9 % дітей у віці до 18 років та 11,4 % осіб у віці 65 років та старших.
Цивільне працевлаштоване населення становило 590 осіб. Основні галузі зайнятості: освіта, охорона здоров'я та соціальна допомога — 20,7 %, виробництво — 20,3 %, сільське господарство, лісництво, риболовля — 17,6 %.